# George Lakoff
 Der er for få eller ingen kildehenvisninger i denne artikel, hvilket er et problem. Du kan hjælpe ved at angive troværdige kilder til de påstande, som fremføres i artiklen.

George Lakoff (født 24. maj 1941) er professor i lingvistik på University of California, Berkeley, hvor han har undervist siden 1972.
Lakoff er især blevet et kendt navn i USA og til dels resten af Verden i kraft af sine bøger om politisk framing. Her tager han udgangspunkt i sit tidligere arbejde om "den kropsbundne bevidsthed" (på engelsk: Embodied mind). Det er især bogen "Don't Think of an Elephant" (dansk titel og oversættelse findes ikke), der har gjort Lakoff til en kendt stemme i den amerikanske debat og en kendt kommunikationsteoretiker blandt kommunikationsfolk over hele Verden. Bogen har således også fået en vis udbredelse i Danmark – dog primært indenfor kommunikationsbranchen, herunder især den gren, der handler om politisk kommunikation.
Lakoff stiftede den nu hedengangne, venstreorienterede tænketank Rockridge Institute. Tænketanken lå i forlængelse af hans kommunikationsanbefalinger om en langsigtet påvirkning af de rammer (på engelsk: Frames), der præger og former den offentlige debat. 
Lakoff har et eksplicit tilhørsforhold til Demokraternes venstrefløj, og de fleste af hans bøger, især bestsellerne, er skrevet netop til Demokraterne med det formål at matche Republikanernes – ifølge Lakoff – dygtige og koordinerede brug af rammer (på engelsk: Frames) i den offentlige debat.
1. ↑  Navnet er anført på bokmål og stammer fra Wikidata hvor navnet endnu ikke findes på dansk.